# 天國的鑰匙 (電影)
《天國的鑰匙》（英語：The Keys of the Kingdom）是1944年美國20世紀福克斯影業公司根據蘇格蘭作家阿奇博爾德·約瑟夫·克朗寧的同名小説（1941年出版），由納納利·約翰森改編，由約瑟夫·曼凱維奇導演的電影。電影描述了一位來自蘇格蘭的羅馬天主教神父在中國南方20年的傳教過程中所經歷的艱辛磨煉。影片中的男主角弗朗西斯·奇索倫神父（Father Francis Chisholm）由美國著名電影演員格里高利·派克飾演。

## 故事梗概

### 影片開頭
1938年9月的一天傍晚，老神父弗朗西斯領著男孩安德魯從特威德河畔垂釣歸來，他的小教會來了一位名叫斯萊思的主教（Monsignor Sleeth）。在晚飯後的交談之中，斯萊思主教提議弗朗西斯神父退休，一方面，斯萊思主教認爲神父年紀大了，另一方面根據來自教徒們的反映，他列舉了一些認爲弗朗西斯神父佈道内容有偏離正軌的傾向，比方説：神父認爲所有的無神論者并非都不能進天堂；信孔教的人比基督徒更具有幽默感；神父有一個最要好的教友格倫·丹寧夫人，因爲控制不住自己的飲食而對自己的身體肥胖感到苦惱，她尋求神父的靈性指導，神父對她開玩笑説：“少吃點，因爲進入天堂的門是窄的”等等諸如此類，因而他認爲神父喪失了對靈性的指導力。弗朗西斯神父表示會注意並改進這些問題，但仍希望斯萊思主教能對其他主教轉告，他想在這個教會繼續工作下去的願望。斯萊思主教表示，他自己不會對此最終做出決斷，但是會反映給其他主教們，由他們決定弗朗西斯神父的去留。雙方話不投機，只好互道晚安。當主教來到神父為他準備好的臥室打算就寢時，無意中看到了書架上擺放著一本厚厚的弗朗西斯神父的日記，於是主教拿起日記閲讀起來，故事便由此展開。

### 追朔往事
弗朗西斯的父親是一個信仰天主教的漁夫，受父親的影響，弗朗西斯自幼也喜歡垂釣。1878年的一個大雨之夜，弗朗西斯的父親從教堂回家途中遭到了一群新教教徒的無端襲擊。母親趕到後，攙扶著受傷的丈夫回家，但在途中過一座木橋時兩人被山洪捲走。失去雙親成爲孤兒的弗朗西斯被姑姑收養，直到長大成人。在此期間，他與姑姑的女兒諾拉（Nora）產生了熱戀。後來，他與童年好友安格斯（文森特·普莱斯飾演）一同進入一所名爲“Holywell College”的天主教神學院，他的另一位童年好友，無神論者的維利（托馬斯·米切爾飾演）進入了醫科大學。弗朗西斯原本打算如果將來不從事天主教神職人員的工作，就與諾拉結婚，可沒想到在他學習期間，諾拉與另外一個男人有染并且懷孕，生下女兒朱迪（Judy）之後病重，弗朗西斯聞訊趕回來看望時候，諾拉已經去世了。萬分失落的弗朗西斯只得繼續他的學業。
在即將完成學業的前夕，新來的神學院院長麥納博主教（Bishop McNabb）（埃德蒙·戈温飾演）根據國際宣教協會的計劃安排，給他提出了建議，問他是否願意去中國傳教？主教認爲，雖然在這個遙遠陌生的國度進行傳教充滿著不確定性且伴隨著風險，但對弗朗西斯而言，卻是上帝為他的人生所計劃安排，並可以使弗朗西斯忘卻令他傷心的一切。弗朗西斯欣然接受了主教的建議。

#### 在中國的傳教
肩負使命的弗朗西斯萬里迢迢來到了廣東雷州半島的一個叫做“北潭”的小村鎮（遂溪县界炮鎮）。在他到來之前，被告知這裏有400多個基督教信徒以及擁有一座教堂，可到了之後，看到的所謂教堂是一間破敗不堪的空房子。作爲一個曾經是教徒的人告訴他，那些所謂的基督徒都是屬於“混飯的基督徒”（Rice Christians），因爲後來教會經濟來源中斷，無米下炊，人們紛紛離去。這讓他大失所望，而且他的到來還引起了周圍的人們的懷疑、冷眼甚至騷擾，但他還是在這樣的艱難環境下堅持留下來。他在當地租了一間小屋子，開始了佈道。
不久，一個自稱約瑟夫（鄺炳雄飾演）的中國基督徒出現在弗朗西斯面前，他曾經在這座破敗的教會接受過施洗，並表示願意從多方面幫助他。弗朗西斯説明無法支付他的薪水，約瑟夫則表示願意爲之無償服務。因爲，他聼説了有神職人員回到了這座破敗的教堂，於是他步行了五天四夜趕到這裏。於是，兩個人就地建立起了“聖安德魯天主教傳道會”。在這之後，弗朗西斯神父收到了好友維利寄送來的大量書籍以及醫藥品和醫療器械等。於是，他一邊佈道，一邊也開始學習掌握醫學知識，並為當地民衆提供免費醫療。
有一天，一個老婦人帶著她的孫女（安娜）來到教堂，請求神父收養照料她的孫女，因爲體弱多病的老婦人感覺自己來日無多，弗朗西斯神父答應下來。就在這時，當地一位豪門士紳的謝先生派人來請神父，說他的獨生子病重請求幫助，因爲請的那些中醫道家無法爲之祛病。於是，神父來到謝先生的豪宅精心地醫治他的獨生子，並使病情有所好轉。看到自己的獨子大病痊愈，謝先生滿心歡喜。某天，他來到教堂對神父表示，作爲報恩，他願意捐獻自己的60畝土地和提供勞力為教會建一座新教堂。

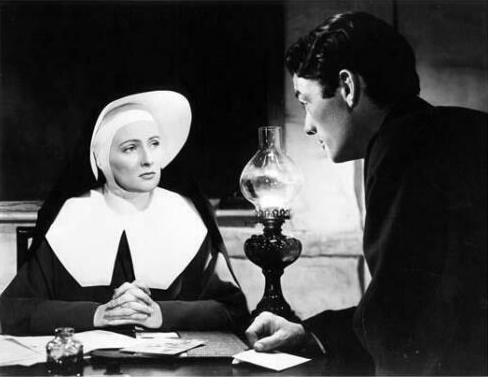
維羅妮卡嬤嬤（左）與弗朗西斯神父

兩年之後，隨著新教堂以及教會學校的建立，“聖安德魯天主教傳道會”有了感召力。總部也派來了瑪麗亞·維羅妮卡嬤嬤（羅絲·斯特拉德納飾演）等三位修女一道協助弗朗西斯神父。不過，在秉性高傲的維羅妮卡嬤嬤的眼裏，弗朗西斯神父是一個“彬彬有禮，舉止謙遜，穿著一雙沾滿污泥鞋子的鄉巴佬神父”，她與神父保持著冷漠的距離。弗朗西斯神父在日記中寫道：“在過去的幾個星期裡，我雖然為無法贏得我們尊敬的嬤嬤的友誼而感到失望，但我對因爲她的工作效率以及她和她的同事們的努力，使傳教事業蒸蒸日上而越來越感欽佩。”更讓神父喜出望外的是，老朋友維利也從英國來到這裏協助教會的醫療工作，雖然他是一個無神論者。
一天晚上，謝先生來到教會，告知他軍閥的戰亂馬上會波及到這裏，他不得不外出躲避，他勸神父和修女們最好也離開這裏。但是，弗朗西斯神父表示自己對政治不感興趣，不會被捲入其中，所以他不離開。戰火很快蔓延到了教會所在地，爲此神父和修女們預備了食品等物資以備急需，并且將教會作爲收容醫治傷兵的臨時治療所。在戰亂中，教堂遭到破壞，好友維利也意外中彈身亡。期間，作爲交戰一方的當地軍閥的軍人找上門來，警告教會不得收容救治敵方“共和軍”的傷兵，並强迫教會提供大量食品和錢財，否則就會用佈置在附近高地的大炮摧毀教會。弗朗西斯神父只好向接受過教會醫療救治的“共和軍”求助，“共和軍”軍官為弗朗西斯神父想了一個對策。他們假裝携帶食物（實則是炸藥）來到敵方炮兵陣地，之後點燃了炸藥，敵炮陣地被摧毀，32個敵兵被炸死。威脅被解除了，但弗朗西斯神父一隻脚爲此負了傷，並留下了殘疾。

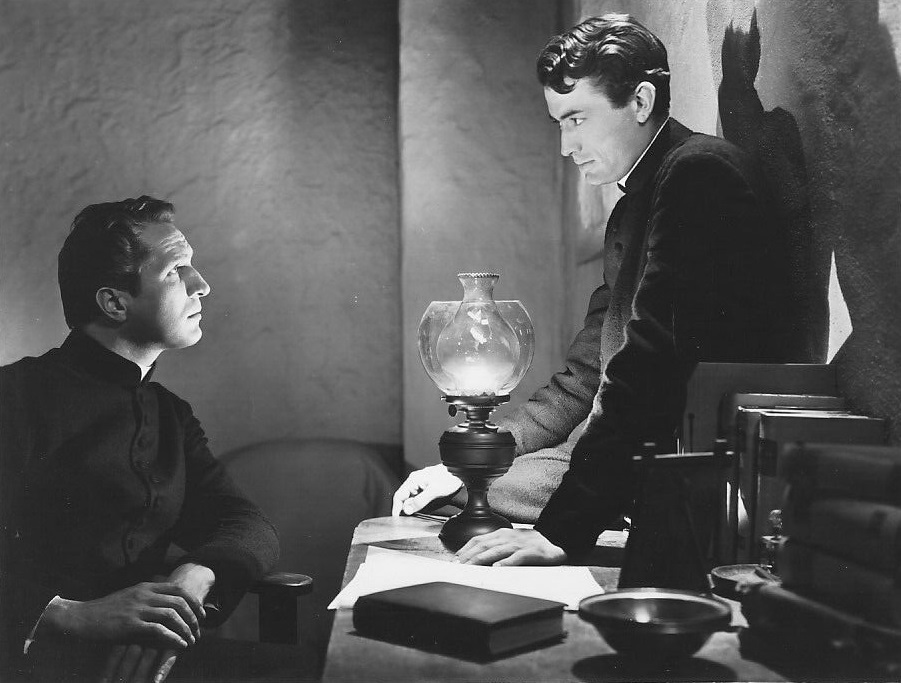
弗朗西斯神父（右）與昔日的好友安格斯神父在如何經營教會和吸收教徒方面意見對立

不久之後，他的同窗好友安格斯作爲國際宣教協會的代表，來到弗朗西斯神父所在教會視察。他告訴弗朗西斯神父，麥納博主教已經去世，并且告訴他由於因爲對其他教區的投入，對中國教區的資金援助會有所減少，無法為被毀壞的教堂提供重建資金。另外，他對弗朗西斯神父指出，在總部的財務圖表所顯示，弗朗西斯神父教會所吸收的基督徒中窮人比例占了大多數，他建議應該盡量提高富人的入教比例，比如：像謝先生那用的人。弗朗西斯神父說：“他對我們已經是慷慨解囊了，我怎麽好意思再向要錢呢？”安格斯則説：“那就是你自己的事了”。這次的舊友重逢不歡而散。但是在這個問題上，維羅妮卡嬤嬤站在弗朗西斯神父一邊。
通過與弗朗西斯神父的長期共事，使維羅妮卡嬤嬤對過去以傲慢的態度對待神父深感自責。某晚，她來到神父的身邊，向他表示道歉並請求神父的原諒。她説：“我對您的行為既可恥又卑鄙。我想讓您知道，我對自己的行為感到非常抱歉。請相信我，沒有人比我的道歉更客氣，也沒有人比我更不值得原諒。……奇怪的是，在我最慚愧的時候，卻帶來了我唯一真正知道的平靜。我天生傲慢，我的父母也看不起那些謙卑的人，我怎麼才能希望按照對所有人都一視同仁的上帝的世界生活呢？從一開始，你的存在就是在拷問我，我知道你的是真正的謙卑，而我的則是罪孽。”弗朗西斯神父卻説：“沒有什麼是我必須寬恕的。我很高興你不再嫌棄我了，我們都是上帝的兒女，在祂的幫助下，我們一道耕耘並成熟起來。”
在總部資金來源減少的情況下，弗朗西斯神父通過自己創辦的養蜂行業以維持教會的運作，教會不僅生存下來，還重建了新教堂。隨著社區教會的發展，不僅弗朗西斯神父教會的教徒增多，鎮上還出現了來自美國一對牧師夫妻創辦的衛理宗新教教會。弗朗西斯神父特意拜訪了這所與自己不同教派的教會。
弗朗西斯神父自從來到中國之後，轉瞬過了20餘載。當他得知當年的女友諾拉的女兒朱迪去世，朱迪的兒子安德魯又被父親抛棄成爲孤兒的消息後，決定返回闊別已久的蘇格蘭故鄉以照顧孤兒安德魯。爲此，教會迎來了兩個接替弗朗西斯的年輕神父，一個是來自輔仁大學的鄒神父，另一個是來自美國聖母大學的克萊格神父。三個修女當中，戈塔修女去世了，後繼者是來自澳洲的瑪麗修女。
神父在日記中寫道：“當我回顧這本厚厚的日記時，我才發現時光是如何在我身上飛快閃過。以至於讓我難以辨清歲月的流逝。有多少年？10年？還是20年？無論如何，這足以讓我知道我在漂泊中變老了。我到處都能感受到這一點。舉例來說，約瑟夫有了三個兒子，他在投奔我的那個黑暗時刻，他當時的年紀和他現在的孩子們幾乎一樣大。現在是我回家的時候了。我整天都在記住我所愛的教區内的每一張面孔、每一塊石頭、每一棵樹，彷彿這樣我就可以把它們帶走……”
1935年1月，在臨行前的最後一晚，弗朗西斯神父與維羅妮卡嬤嬤一起回顧了教會自創辦以來所經歷的戰亂、疾病和貧困等艱難歲月，弗朗西斯神父感嘆道：“我真的不想離開這裏”，維羅妮卡嬤嬤也對弗朗西斯神父說：“老實說，這裡沒有人願意看到你離開。很難記住你是為了自己的利益被召回的。除了我們非常想念你之外，什麼都想不起來了。”
第二天，弗朗西斯神父在衆人的贊美歌聲中告別了爲之奉獻了20多年的“聖安德魯天主教傳道會”。在送別的人群中，有當年他收養如今已經是三個孩子母親的安娜；也有垂老的謝先生和被他救治過的、已經茁壯成人的獨生子；還有兩鬢斑白的約瑟夫和他的三個孩子。臨別前，弗朗西斯神父做最後的禱告，衆人們在他面前紛紛跪下……

### 影片結尾
斯萊思主教閱讀了弗朗西斯神父的日記之後徹夜未眠。第二天他向弗朗西斯神父道別，對冒昧地看了他的日記表示歉意，弗朗西斯神父對自己的日記能得到分享則感到欣慰。臨行前，斯萊思主教向弗朗西斯神父保證他會説服其他主教，讓神父一如既往地繼續在這個教會做下去。送走斯萊思主教之後，弗朗西斯神父拿著釣魚竿，領著女友諾拉的外孫安德魯一起去河邊垂釣。在影片的結尾處出現了耶穌對彼得所説“我要把天國的鑰匙給你”的這段語句。

## 標題的寓意
《新約聖經》中有關“天國的鑰匙”的經文如下：耶穌到了該撒利亞腓立比的境內，就問門徒說：「人說我（有古卷沒有我字）人子是誰？」他們說：「有人說是施洗的約翰；有人說是以利亞；又有人說是耶利米或是先知裡的一位。」耶穌說：「你們說我是誰？」西門彼得回答說：「你是基督，是永生神的兒子。」耶穌對他說：「約拿的兒子西門，你是有福的，因爲這不是血肉之軀指示你的，而是我在天之父指示你的。我還告訴你，你是彼得，我要把我的教會建造在這磐石上；陰間的權柄不能勝過他。我要把天國的鑰匙給你，你在地上捆綁的，在天上也被捆綁；你在地上釋放的，在天上也被釋放。」（馬太福音第16章：13-19）。“天國的鑰匙”在這裏的寓意是權柄和職責，耶穌將它賦予了彼得。這個標題象徵著面對逆境的弗朗西斯神父以無私奉獻和堅定信仰，被賦予了神聖的權柄與使命。

## 電影視頻鏈接
- 原版電影YouTube頻道
- 中國國内基督教網站視頻（中文字幕）